# Neodexiopsis pura
Neodexiopsis pura är en tvåvingeart som beskrevs av Costacurta, Couri och Carvalho 2005. Neodexiopsis pura ingår i släktet Neodexiopsis och familjen husflugor. Inga underarter finns listade i Catalogue of Life.